# Дилиці (Словенія)
Дилиці (словен. Dilici) — поселення в общині Копер, Регіон Обално-крашка, Словенія. Висота над рівнем моря: 307,1 м.